# Quarry - Pagato per uccidere
Quarry - Pagato per uccidere (Quarry) è una serie televisiva statunitense del 2016 trasmessa dal 9 settembre al 28 ottobre 2016 su Cinemax. Essa è tratta dalla serie di romanzi Quarry di Max Allan Collins.
In Italia, la serie è andata in onda dal 19 dicembre 2016 al 9 gennaio 2017 su Sky Atlantic. Nel maggio 2017 la serie viene cancellata dopo una sola stagione prodotta.

## Trama
Mac Conway, detto "Quarry", un disilluso veterano della guerra del Vietnam, torna a casa, a Memphis, nel 1972, solo per trovarsi l'odio della gente comune e il rifiuto di coloro che ama. Fino a quando un uomo misterioso conosciuto come "Il Broker" gli farà un'offerta che non potrà rifiutare, lavorare per lui come killer.

## Episodi
| Stagione       | Episodi | Prima TV USA | Prima TV Italia |
| -------------- | ------- | ------------ | --------------- |
| Prima stagione | 8       | 2016         | 2016-2017       |

## Personaggi e interpreti

### Principali
- Mac Conway, interpretato da Logan Marshall-Green, doppiato da Simone D'Andrea.
Un Marine che ritorna a casa a Memphis dal Vietnam nel 1972
- Joni Conway, interpretata da Jodi Balfour, doppiata da Federica De Bortoli.
- Buddy, interpretato da Damon Herriman, doppiato da Stefano Brusa.
- Karl, interpretato da Edoardo Ballerini, doppiato da Christian Iansante.
- Ruth, interpretata da Nikki Amuka-Bird, doppiata da Angela Brusa.
- Mary, interpretata da Aoibhinn McGinnity
- Moses, interpretato da Mustafa Shakir, doppiato da Dario Oppido.
- Broker, interpretato da Peter Mullan, doppiato da Stefano De Sando.

### Ricorrenti
- Arthur, interpretato da Jamie Hector, doppiato da Riccardo Scarafoni.
- Lloyd, interpretato da Skipp Sudduth, doppiato da Paolo Buglioni.
- Suggs, interpretato da Kurt Yaeger, doppiato da Alessio Cigliano.
- Detective Vern Ratliff, interpretato da Happy Anderson, doppiato da Massimo Bitossi.
- Detective Tommy Olsen, interpretato da Josh Randall, doppiato da Andrea Lavagnino.
- Credence Mason, interpretato da Ólafur Darri Ólafsson, doppiato da Simone Mori.
- Naomi, interpretata da Ann Dowd, doppiata da Lorenza Biella.
- Oldcastle, interpretato da Tom Noonan.
- Marcus, interpretato da Joshua J. Williams, doppiato da Riccardo Suarez.
- Sandy William, interpretata da Kaley Ronayne.
- Thurston, interpretato da Matt Nable, doppiato da Pasquale Anselmo